# Leenwoord
Een leenwoord is, binnen de woordenschat van een taal, een woord dat letterlijk is ontleend aan de woordenschat van een andere taal.

## Voorbeelden van leenwoorden
- überhaupt (uit het Duits)
- computer (uit het Engels)
- bureau (uit het Frans)
- tulband (uit het Arabisch)
- aquarium (uit het Latijn)

Het Nederlands bezit veel leenwoorden, die soms niet meer als zodanig worden herkend. Zo is het woord kelder van oorsprong een Latijns woord cellarium. In het Groot Leenwoordenboek van Van Dale worden 28.000 Nederlandse woorden beschreven, afkomstig uit zo'n 28 andere talen of taalfamilies.
Leenwoorden moeten niet verward worden met barbarismen, al worden moderne leenwoorden uit het Engels soms wel als zodanig gezien (zie anglicisme). Het radicaal afkeuren van alle leenwoorden is een vorm van taalpurisme.
Soms vindt ontlening plaats, gevolgd door een terugontlening in omgekeerde richting waardoor doubletten ontstaan:
- Het Frans ontleende boulevard ‘brede weg’ aan het Nederlandse bolwerk ‘verdedigingswerk’. Vervolgens nam het Nederlands boulevard weer over uit het Frans.
- Het Frans ontleende mannequin ‘model; paspop, ledenpop’ aan Middelnederlands mannekijn, manneken ‘mannetje, poppetje’. Vervolgens nam het Nederlands mannequin weer over uit het Frans.
- Het Engels ontleende trawler ‘schip dat met een sleepnet vistʼ waarschijnlijk aan de Middelnederlandse woorden trāghelen ‘slepen, treilenʼ, trāghel ‘sleepnetʼ (waaruit Zuidnederlands tragel ‘trekpad, jaagpad; kadeʼ) dat nog verwant is met treiler, maar vervolgens is trawler in het Nederlands overgenomen.

## Betekenisspecialisatie
Leenwoorden treden onder andere op, als er in de ontlenende taal voor een nieuwe ontwikkeling of nieuw inzicht geen adequaat woord voorhanden is. Van het ontleende woord wordt dan in zijn nieuwe taalomgeving slechts één specifieke betekenis gebruikt, die de lacune opvult. Een voorbeeld van een dergelijke gedeeltelijke ontlening is het Nederlandse bijvoeglijk naamwoord drastisch, vanuit het Oudgriekse drastikós (δραστικός). Drastikós werd in het Oudgrieks gevormd uit drastos, het voltooid deelwoord van drān (δρᾶν) ‘handelen, doen’, met in het Oudgrieks de letterlijke betekenis ‘actief, ondernemend’ (van een mens gezegd), en daarnaast, de overdrachtelijke betekenis ‘vol uitwerking’ (van zaken). Deze tweede, figuurlijke betekenis werd in de achttiende-eeuwse medische wereld aan het Oudgrieks ontleend om er nieuwe, drastische (laxeer)middelen mee aan te duiden. In het Nederlands is drastisch later een algemeen synoniem voor ingrijpend geworden, mogelijk onder invloed van het Engelse drastic.

## Pejorisatie en amelioratie
De dieventaal of het Bargoens moest voor buitenstaanders uit de aard der zaak zo onbegrijpelijk mogelijk zijn. Met name veel van oorsprong Hebreeuwse leenwoorden zijn op die manier via het Jiddisch in het Bargoens en vervolgens in het Nederlands terechtgekomen, zij het vaak met een pejoratieve betekenis. Bijvoorbeeld bajes, een van de Bargoense termen voor gevangenis, is ontleend aan het Hebreeuwse bàjit (בית) dat ‘huis’ betekent. Een ander voorbeeld van pejorisatie is ordinair, in de betekenis van 'onbeschaafd', ontleend aan het Franse ordinair dat daar de betekenis heeft van gewoon. Onder invloed van de Frans sprekende bovenlaag in de 18e-eeuwse Nederlandse maatschappij kreeg het woord in het Nederlands zijn negatieve lading. Dit aan lager wal raken van een leenwoord heet pejorisatie (of depreciatie). In tegenstelling tot bij betekenisspecialisatie krijgen de leenwoorden in het geval van pejorisatie een betekenis die ze in de oorspronkelijke taal nooit hebben gehad. Dat laatste geldt ook voor het omgekeerde verschijnsel: amelioratie (of appreciatie), dat minder vaak voorkomt. Een voorbeeld daarvan is bolleboos, uit Jiddisch: ‘belangrijk persoon, heer des huizes’, ontleend aan Hebreeuws bà'al ha-bàjit (בעל-הבית): ‘de huiseigenaar’. Een tweede voorbeeld is het aan het Frans ontleende doneren (donner = geven) dat in het Nederlands de betekenis heeft gekregen van iets waardevols geven zonder daar een tegenprestatie voor te verwachten.

## Schijnbare leenwoorden
Sommige woorden lijken uit een vreemde taal afkomstig te zijn, terwijl ze in die andere taal onbekend zijn, zogenaamde 'valse anglicismen' (pseudo-Engelse woorden), 'valse gallicismen' (pseudo-Franse woorden), enzovoort.

### Valse anglicismen
- smoking ‘avondkleding’, in het Brits dinner jacket, Amerikaans-Engels tuxedo.
- camping ‘kampeerterrein’, lijkt Engels maar is ontleend aan het Frans. In het Engels campsite.
- occasion ‘tweedehands auto’, (met zelfde betekenis) uit het Frans, maar in Nederland uitgesproken op zijn Engels. Vlaanderen hanteert vaak de Franse uitspraak. In het Engels used car.
- parking ‘parkeerterrein’, (met zelfde betekenis) uit het Frans, een verkorting van de Amerikaanse samenstelling parking lot; in het Brits car park.
- stationcar, in het Engels station wagon.
- beamer, in het Engels video projector.
- oldtimer ‘historische auto’, in het Engels vintage car; het Engels old-timer betekent in plaats daarvan ‘oude man, oudgediende’.

### Valse gallicismen
- fabricage ‘productie, vervaardiging’, in het Frans fabrication.
- coulance ‘betrachte soepelheid’, ontleend aan het 19de-eeuws Duitse Coulance (huidig Kulanz). In het Frans indulgence, tolérance.
- faillissement 'bankroet', in het Frans faillite
- cabaretier, in het Frans humoriste
- blamage, in het Frans impair

### Valse germanismen
- (Die) Mannschaft 'Duits nationaal voetbalteam', in het Duis Nationalelf of Fußball-Nationalmannschaft
- Tirolerfest 'openbaar feest met de Alpen-regio als thema', in het Duits Oktoberfest, Wiesnfest, Volksfest
- supertoll 'heel goed', in het Duits super, toll